# グラント・ヒル (プロデューサー)
グラント・ヒル（Grant Hill）は、オーストラリア生まれの映画プロデューサーである。

## 人物
テレンス・マリック監督の『シン・レッド・ライン』（1998年）と『ツリー・オブ・ライフ』（2011年）を製作したことにより、アカデミー作品賞にノミネートされた。

## フィルモグラフィ
- シン・レッド・ライン The Thin Red Line (1998) 製作
- マトリックス リローデッド The Matrix Reloaded (2003) 製作総指揮
- マトリックス レボリューションズ The Matrix Revolutions (2003) 製作総指揮
- Vフォー・ヴェンデッタ V for Vendetta (2005) 製作
- スピード・レーサー Speed Racer (2008) 製作
- ニンジャ・アサシン Ninja Assassin (2009) 製作
- ツリー・オブ・ライフ The Tree of Life (2011) 製作
- クラウド アトラス Cloud Atlas (2012) 製作
- ジュピター Jupiter Ascending (2015) 製作
- ボヤージュ・オブ・タイム Voyage of Time (2016) 製作
- 名もなき生涯 A Hidden Life (2019) 製作